# Ljungstorp, Varbergs kommun
Ljungstorp är en bebyggelse, belägen söder om länsväg 153, i Gödestads socken i Varbergs kommun. Från 2015 till 2023 avgränsade SCB här en småort.